# 린쿤한
린쿤한(중국어: 林琨瀚, 병음: Lín Kūnhàn, 한자음: 임곤한, 1968년 1월 5일~)은 중화민국의 야구 선수, 지도자이다. 1992년 하계 올림픽에서 중화 타이베이 대표팀 소속으로 은메달을 획득했다.